# Limonádový Joe aneb Koňská opera
Limonádový Joe aneb Koňská opera je československá filmová hudební komedie resp. osobitá westernová parodie na motivy knihy Jiřího Brdečky. Ten zpracoval i scénář, který pak v roce 1964 realizoval režisér Oldřich Lipský. Hlavní hrdina filmu Joe – ctnostný pistolník a dokonalý gentleman popíjející zásadně jen Kolalokovu limonádu (Karel Fiala) – potírá zlo na Divokém západě, především pak zločinné pistolníky pijící whisky. Hlavním protihráčem je mu prohnaný gangster Horác zvaný Hogofogo (Miloš Kopecký), desperát hledaný ve čtyřech státech, neštítící se ani těch nejhanebnějších zločinů, zvláště pak na nevinných dívkách.
V souladu s parodickým vyzněním se jméno hlavního hrdiny se vyslovuje česky, tj. [joe], nikoliv anglicky [džou], jak by se nabízelo. Komicky návodná jsou jména dalších postav – Badman („špatný člověk“), Goodman („dobrý člověk“).

## Děj
Příběh se odehrává roku 1885 na Divokém západě v typickém kašírovaném westernovém městečku Stetson City, kde vládne hrubost, násilí a alkohol nalévaný ve zdejším podniku Trigger Whisky Saloon (TWS). Jeho úlisný a „odporně bohatý“ majitel Doug Badman se v něm přesto snaží udržovat jakousi kulturní úroveň, v čemž mu napomáhá barová zpěvačka Tornádo Lou (též zvaná „Arizonská pěnice“), femme fatale a předmět touhy všech místních mužů včetně Badmana samotného. Lou však všechny nápadníky odmítá a sní o ideálním muži, který ji učiní „jinou, lepší“.
Proti všudypřítomnému hrubiánství a alkoholismu se ve Stetson City pokusí bojovat ctihodný misionář Ezra Goodman se svou andělsky krásnou a nevinnou dcerou Winifred, jejich snaha je však marná, dokud se v saloonu náhle neobjeví běloskvoucí cizinec, který si objedná „sklenici Kolalokovy limonády“ a je poznán jako Limonádový Joe. Ihned si získá respekt svým charismatem a čarostřeleckými schopnostmi, kterými znemožní všechny místní opilce v čele s groteskně odporným Grimpem. Následně chce zase odcválat, ale ještě se setká s Goodmanovými, přičemž přeskočí jiskra mezi ním a Winifred. Přislíbí jim zajistit dodávky Kolalokovy limonády, o kterou mají náhle zájem i zdejší pistolníci, když vidí její blahodárný vliv na střeleckou mušku. Zanedlouho Goodmanovi ve Stetson City otevírají Kolaloka Saloon, poněkud připomínající kostel, a přetáhnou Badmanovi téměř veškerou klientelu.
Ve svém vylidněném saloonu se Doug Badman užírá jen ve společnosti spícího Grimpa a zasněné Lou, kterou přesvědčuje, aby všeho nechali a jeli na turné po Evropě. Náhle však do jeho skomírajícího podniku vchází suverénní pistolník v černém, z něhož se vyklube Horác Badman, Dougův bratr, proslulý jako desperát a podvodník Hogofogo, hledaný ve čtyřech státech. Ten vezme situaci pevně do rukou, navštíví Kolaloka Saloon a podobně jako předtím Joe díky svému kouzlu osobnosti zase strhne všechny hosty, aby se vrátili ke zhýralému životu a nápoji „pravých mužů“, tedy whisky. I on však podlehne kouzlu Winifred a pokusí se jí zmocnit na odlehlém hřbitově. Díky fatě morgáně však kdesi v poušti spatří tuto scénu Joe a okamžitě jede krásce na pomoc. S Horácem doslova zatočí a s Winifred si vyznají lásku.
Je však potřeba vyřešit i krachující Kolaloka Saloon, takže se Joe opět vydává do TWS, kde se střetává s Horácem přestrojeným za černého jazzmana. I když má Joe v přestřelce navrch, nakonec doplácí na svou jedinou slabinu, totiž že po přičichnutí k alkoholu okamžitě omdlévá. Před další pomstou bratrů Badmanových ho zachrání Lou, která v Joeovi poznala svůj vysněný ideál a chce mu vyjevit své city. Limonádník jimi však pohrdne a opustí její budoár krbem, čímž si zhrzenou Lou proti sobě na smrt poštve.
Horác, Doug a Lou pak společně vymyslí lest, kterou nejprve unesou Winifred a pak vylákají Joea v noci za město k opuštěné studni. Tam ho nakonec znovu přemůžou pomocí ohnivé vody, načež se ho svázaného zmocní Grimpo se svými Kidy a začnou devastovat jeho upravený vzhled, aby ho co nejvíce ponížili. Avšak Lou, která ho pořád vskrytu miluje, se na to nevydrží dívat a nakonec pomocí léčky všechny tři padouchy odpraví, načež Joea i Winifred šlechetně osvobodí a nechá je se obejmout. Joe pak spěchá do města, kde překvapuje Horáce, který očekával vášnivý večer s bezmocnou Winifred. Vyzve ho na partii pokeru, kterou i přes Horácovo podvádění vyhraje. Dává pak mu pak ultimátum, aby podepsal prohlášení uznávající kolaloku za nejlepší nápoj pro muže, jinak že ho zastřelí. Hogofogovi se však i počtvrté podaří na naivního Joea vyzrát, ochromí ho šampaňským a vyprázdní do něj zásobníky jeho vlastních zbraní.
Ve vrcholném finále na hřbitově se Horác opět zmocňuje Winifred a neváhá ani zastřelit Lou, která se ji snaží bránit slunečníkem. Když to vidí Doug, vrazí vlastnímu bratrovi do zad obří vývrtku. Umírající Horác ho ještě stihne provrtat kulkou, načež míří na šokovanou Winifred, neschopnou se hnout. Před smrtící ranou ji v posledním zlomku sekundy zachrání výstřel, který Horácovi vyrazí zbraň z ruky. Je to Joe, jehož několik čistých průstřelů bylo zázračně vyléčeno pár kapkami Kolaloky. Když začnou ohledávat mrtvé, zjistí Joe s úžasem, že všichni mají na ruce stejné mateřské znamení jako on – kakaovou skvrnu velikosti mexického dolaru. Uvědomí si, že bratři Badmanové a dokonce i Lou byli jeho ztracení sourozenci, které odfoukla větrná bouře, když jeho rodina cestovala po prérii – ještě v době, než se Joe vůbec narodil. Všechny je tedy také poleje kolalokou, a dojde k radostnému zmrtvýchvstání, shledání a objímání. Dokonce i skrznaskrz zkažený Horác začne trochu litovat svého bídáctví. Na scéně se však v tu chvíli objevuje pan Kolalok, Joeův (a vlastně skoro všech) otec, který Horáce ubezpečí, že jeho podnik potřebuje „talenty všeho druhu“. Když členové rodiny vzápětí narazí na ropu, zlato, a přijde zpráva o Kolalokově zisku 5 miliard na burze, šťastnému konci už nic nebrání.

## Obsazení aštáb

### Herecké obsazení
| Karel Fiala      | Joe Kolalok                 |
| Miloš Kopecký    | Horác Badman alias Hogofogo |
| Rudolf Deyl ml.  | Doug Badman                 |
| Květa Fialová    | Tornádo Lou                 |
| Olga Schoberová  | Winifred Goodmanová         |
| Bohuš Záhorský   | Ezra Goodman                |
| Josef Hlinomaz   | Grimpo                      |
| Karel Effa       | Pancho Kid                  |
| Waldemar Matuška | Kojot Kid                   |
| Vladimír Menšík  | barman                      |
| Jiří Lír         | číšník                      |
| Eman Fiala       | pianista                    |
| Jaroslav Štercl  | pošťák                      |
| Miloš Nedbal     | karbaník                    |
| Alois Dvorský    | hluchý stařík               |
| Jiří Steimar     | otec Kolalok                |

### Výrobní štáb
- Námět: Jiří Brdečka – stejnojmenný román a divadelní hra
- Scénář: Jiří Brdečka, Oldřich Lipský
- Režie: Oldřich Lipský
- Kamera: Vladimír Novotný
- Hudba: Jan Rychlík, Vlastimil Hála
- Hraje: Orchestr Karla Vlacha, Filmový symfonický orchestr, řídí Dr. Štěpán Koníček
- Texty písní: Jiří Brdečka, Vratislav Blažek, Pavel Kopta, Jan Rychlík
- Zpěv: Yvetta Simonová, Jarmila Veselá, Karel Gott, Miloš Kopecký, Waldemar Matuška
- Choreografie: Josef Koníček
- Střih: Miroslav Hájek
- Zvuk: Josef Vlček
- Zvukové efekty: Bohumír Brunclík, Antonín Jedlička
- Výprava: Jiří Rulík, Miloš Osvald, Ladislav Krbec
- Návrhy kostýmů: Jiří Brdečka, Fernand Vácha, Nita Romanečová, Eva Lackingerová
- Výtvarník dekorací: Karel Škvor
- Animace: Břetislav Pojar, Jiří Trnka
- Umělecká spolupráce: Jiří Brdečka
- Výtvarník plakátu: Jan Sarkandr Tománek
- Vedoucí výroby: Jaroslav Jílovec, Filmové studio Barrandov
- Další údaje: černobílý, virážovaný, 87 min, komedie, western
- Výroba: ČSSR, Filmové studio Barrandov, 1964